# رئيس الدائرة الانتخابية
رئيس الدائرة الانتخابية، ويعرف أيضًا باسم قائد الدائرة الانتخابية أو مسؤول لجنة الدائرة الانتخابية، هو موظف منتخب في النظام الحزبي السياسي الأمريكي. ويُنشئ المكتب حلقة وصل مباشرة بين الحزب السياسي والناخبين في الدائرة الانتخابية المحلية.
تتم الانتخابات لهذا المنصب عن طريق الاقتراع أو من خلال اللجنة التنفيذية. يسجل الناخبون إعلان ترشيحهم مع حزبهم في دائرة التصويت التابعين لها. وإذا تم انتخابه خلال الانتخابات التمهيدية، فإن رئيس الدائرة الانتخابية سيظل في منصبه طالما يظل مؤهلاً، أو حتى السعي لإعادة انتخابه في الانتخابات التمهيدية اللاحقة في الدائرة. وتختلف المتطلبات بين الولايات والمقاطعات.
تشتمل المسؤوليات الوظيفية على تسهيل تسجيل الناخبين والوصول إلى الاقتراع الغيابي؛ وتوجيه جهود التوعية بالتصويت؛ وتوزيع المنشورات المطبوعة عن الحملة والحزب؛ والترويج للحزب؛ ومعالجة اهتمامات الناخبين. وفي العديد من الولايات يحق لرئيس الدائرة الانتخابية إنشاء لجنة وحدة حزبية لجمع التبرعات.
وهو منصب شعبي حيث يعمل المسؤولون عادة كمتطوعين، على الرغم من أنه في بعض الولايات يحصلون على راتب. كما تم أيضًا إنشاء منصب رئيس المقاطعة، ولكنه عادة يستخدم للحملات الانتخابية بدلاً من تنظيم الحزب.
يُعرف هذا المنصب في ولاية واشنطن بالمسؤول عن لجنة الدائرة الانتخابية.
==المراجع==
1. 1 2  collincountygop.com [وصلة مكسورة] نسخة محفوظة 28 فبراير 2013 على موقع واي باك مشين.
2. 1 2   https://web.archive.org/web/20070714215645/http://www.eac.gov/election_survey_2004/chapter_table/Chapter13_Polling_Places.htm. مؤرشف من الأصل في 14 يوليو 2007. اطلع عليه بتاريخ أغسطس 2020. {{استشهاد ويب}}: تحقق من التاريخ في: |تاريخ الوصول= (مساعدة) والوسيط |title= غير موجود أو فارغ (مساعدة)
3. ↑  "Become a County or Precinct Chair". مؤرشف من الأصل في 2013-06-29.
4. ↑  Washington State Democratic Party نسخة محفوظة 2020-04-17 على موقع واي باك مشين.